# 勞厄方程式

劳厄方程

勞厄方程式，為德國科學家馬克斯·馮·勞厄於1912年所提出，勞厄方程式的三個等式，說明了入射光被晶格繞射的情形，简化后可以得到布拉格定律。

## 定義
考慮三個向量： {\displaystyle {\overrightarrow {OA}}={\vec {a}}} 、 {\displaystyle {\overrightarrow {OB}}={\vec {b}}} 、 {\displaystyle {\overrightarrow {OC}}={\vec {c}}} ，並設
{\displaystyle {\vec {\mathbf {S} _{o}}}}及{\displaystyle {\vec {\mathbf {S} _{h}}}}分別為入射方向與反射方向的方向單位向量。波分別被面 O 與 A 、 O 與 B 、 O 與 C 繞射(同相)將: 
a . (Sh - So) = h λ
b . (Sh - So) = k λ
c . (Sh - So) = l λ
當這三個方程式同時成立，入射波將從(h/n, k/n, l/n)面反射。
這三個方程式可歸納成，當繞射產生時，r . (Sh/λ - So/λ)為整數且滿足:
r = u a + v b + w c (u, v, w 為整數)
即
(Sh/λ - So/λ) = h a* + k b* + l c*
上式說明OH = Sh/λ - So/λ為倒晶格向量，且 h, k, l 為整數，是為繞射產生的倒晶格模式。

## 意义
由衍射理论导出的{\displaystyle \Delta k=G} 。可以用劳厄方程给出。劳厄方程之所以有价值，是因为其在几何描述上的优势。
劳厄方程有一个简单而清晰的几何诠释。第一个方程告诉我们， {\displaystyle \Delta k}将位于以a1为轴的某个圆锥上；第二个方程告诉我们： {\displaystyle \Delta k}也将位于以a2为轴的某个圆锥上，第三个方程也要求 {\displaystyle \Delta k}位于以a3为轴的某个圆锥上。
因此，反射的{\displaystyle \Delta k}必须同时满足这三个方程。这就表明，三个锥必须截交于一条公共的射线，这个条件非常苛刻，只有在非常巧合的情况下才能满足。要得到这种特殊的“巧合”，除开纯粹的偶然性以外，一般则需要对波长或者晶体取向进行连续的扫描、搜索。

## 相關
請參考P. P. Ewald, 1962, IUCr, 50 Years of X-ray Diffraction, Section 4, page 52.
- X光繞射